# الصناعة التقليدية في المغرب

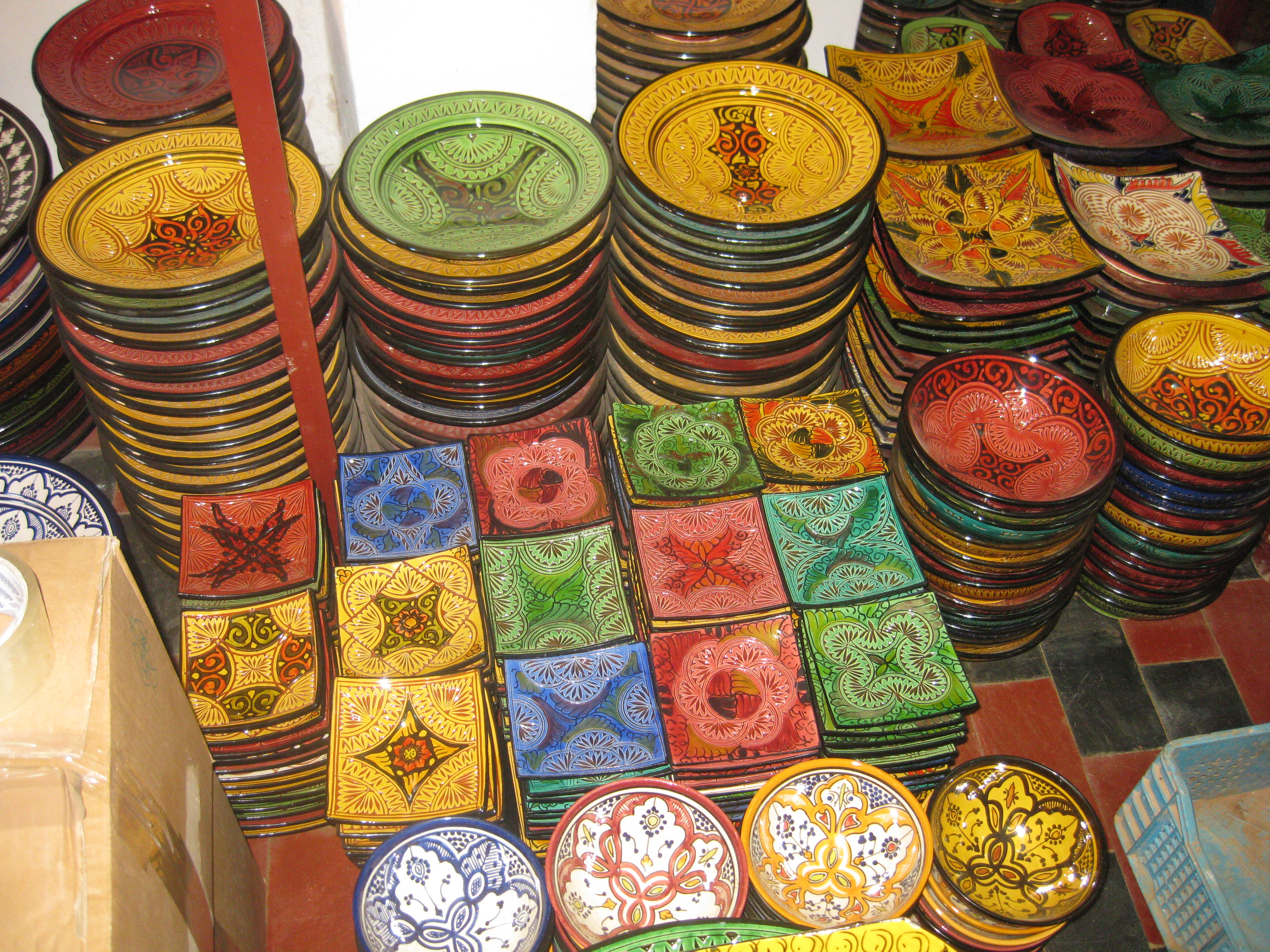
يحتل الفخار والحجر المرتبة الأولى ضمن المنتوجات المصدرة خلال سنة 2018 عبر حصة 20% من القيمة الإجمالية لصادرات الصناعة التقليدية المغربية، ويستقطب السوق الأمريكي 30% من صادرات منتوجات الفخار والحجر، متبوعاً بالدول العربية بحصة 24% ثم فرنسا بحصة 16%

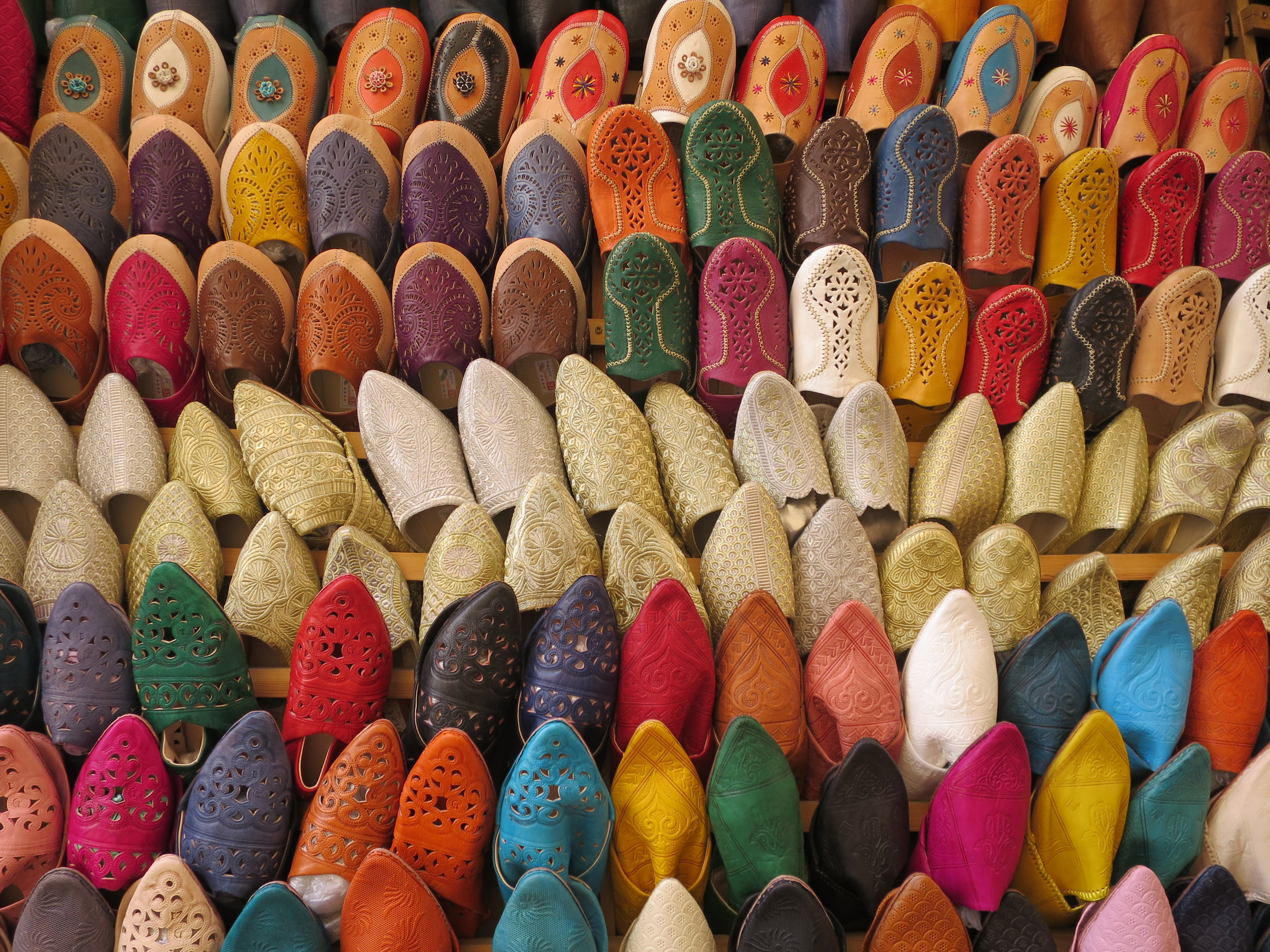
الحاذاء التقليدي في المغرب هو وجه من وجوه الحضارة والتقاليد العريقة، حذاء الرجل يسمى «البلغة»، واشهرها تلك المصنوعة بالجلد الاصفر، أما حذاء المرأة فيعرف باسم «الشربيل»، وسميت البلغة بهذا الاسم لأنها تبلغ الانسان إلى مآربه، و«البلغة» اذا قدمت هدية فدلالتها هو أن مقدمها يتمنى للشخص المهدى إليه طول العمر والوصول إلى تحقيق غاياته في الحياة

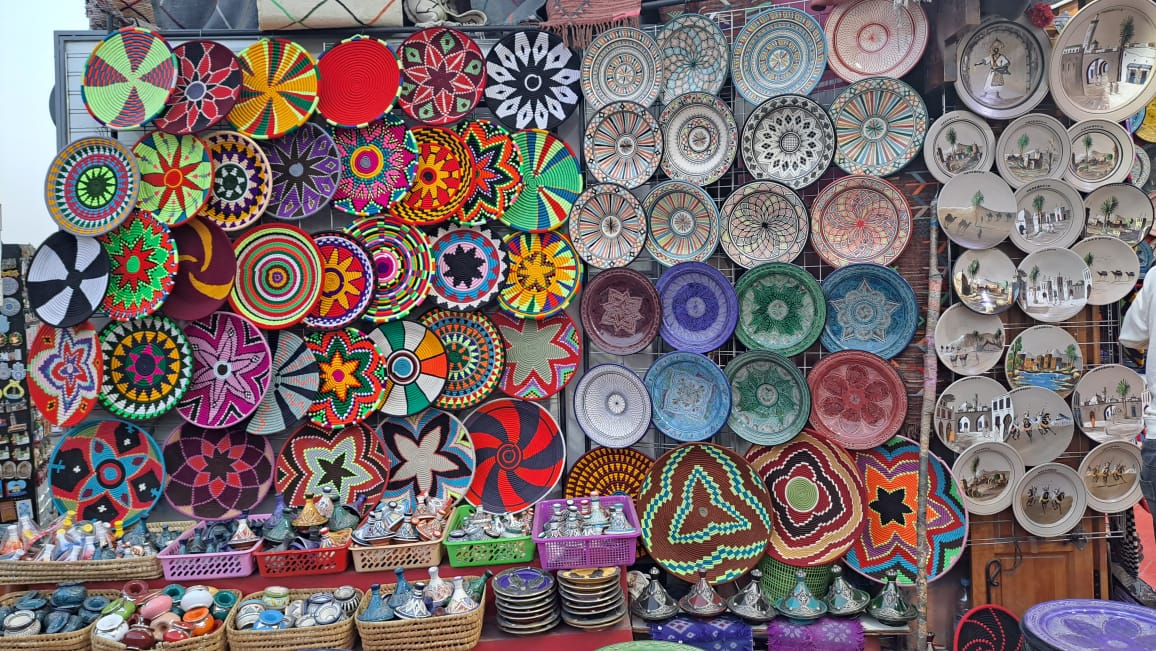
منتوجات تقليدية بيد الصانع المغربي

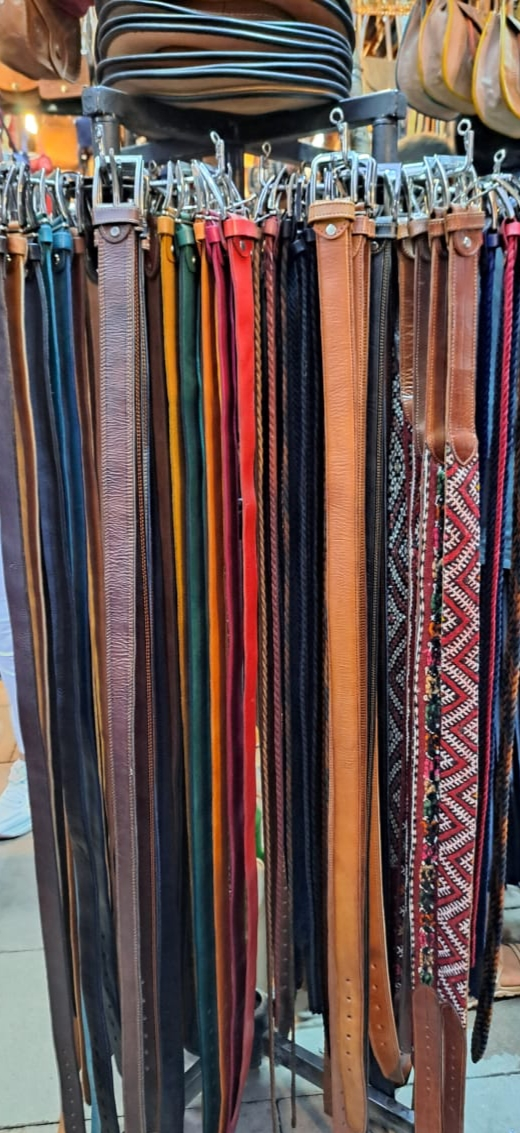
أحزمة جلدية مغربية،صنع يدوي

الصناعة التقليدية في المغرب هي موروث حرفي تقليدي، يتميز بتنوعه وغناه وأصالته، حيث شكلت الحرف التقليدية عبر العصور المجال المتميز لبلورة وتجسيد مهارات وإبداعات الصانعات والصناع التقليدين المغاربة الذين تفننوا في تقنيات النقش والنحث والزخرفة، مستلهمين إبداعاتهم من الطبيعة والأشكال الهندسية المختلفة للتراث الثقافي والحضاري المغربي. وقد ظلت هذه الثروة الحرفية الوطنية، وما تحمله معها من ذاكرة وقيم مشتركة، ومن ممارسات وطقوس وتعابير، حية تقاوم تقلبات العولمة والتطور المستمر الذي تعرفه أساليب الإنتاج، واستطاعت أن تفرض نفسها كرصيد ثقافي غير مادي، يعزز  الهوية الجماعية للمغاربة ويدعم صورة المغرب، وأيضا كوسيلة تساهم من خلال الأنشطة المدرة للدخل، في التنمية الاقتصادية والاجتماعية للمغرب. ولكن على الرغم من ذلك، تبقى مجموعة من حرف الصناعة التقليدية معرضة للزوال سواء لأسباب طبيعية ترتبط بالمواد الأولية، أو بشرية تتعلق بالتقلص الكبير في عدد الصناع المهرة الحاملين للمعارف والمهارات والتقنيات المرتبطة بهذه الحرف، أو لقلة إقبال الشباب على التكوين في هذه الحرف لضمان استمرارية هذا التراث وتناقله بين الأجيال. ونظرا لكل هذه العوامل وأهميتها، تولي وزارة السياحة والصناعة التقليدية والنقل الجوي والاقتصاد الاجتماعي عناية خاصة لبرنامج المحافظة على حرف الصناعة التقليدية ذات الحمولة الثقافية، وعلى المعارف والمهارات المرتبطة بها.
ينقسم سوق الصناعة التقليدية في المغرب إلى قسمين، منتوجات موجهة للإستهلاك الداخلي، ومنتوجات موجهة للتصدير نحو الأسواق الخارجية، وقد سجلت صادرات الصناعة التقليدية المغربية خلال سنة 2018 تطوراً جيداً، بنسبة تقدم تعادل 18.4% مقارنة مع سنة 2017، محققة بذلك قيمة إجمالية قدرها 795.5 مليون درهم. وحسب إحصائيات الصناعة التقليدية لسنة 2018، تتصدر الدول الأوروبية (خصوصاً فرنسا) قائمة الدول التي تستورد منتوجات الصناعة التقليدية من المغرب، متبوعة بالدول العربية في المرتبة الثانية، ثم الولايات المتحدة الأمريكية في المرتبة الثالثة. وتظل الدار البيضاء ومراكش أهم المدن المصدرة لمنتوجات الصناعة التقليدية. ويحتل الفخار والحجر المرتبة الأولى ضمن المنتوجات المصدرة خلال سنة 2018، وتعتبر الدول العربية والولايات المتحدة الأمريكية وفرنسا من أكبر المستوردين لمنتوجات الفخار والحجر من المغرب، ثم يليها الملابس التقليدية في المرتبة الثانية وتعتبر الدول العربية المستورد الأول للملابس التقليدية المغربية، فيما إحتلت صادرات الزرابي المرتبة الثالثة للمنتوجات الأكثر طلباً بالسوق الخارجية، وتعتبر الولايات المتحدة الأمريكية المستورد الأول للزرابي التقليدية المغربية.

## برنامج المحافظة على حرف الصناعة التقليدية
برنامج المحافظة على حرف الصناعة التقليدية ذات الحمولة الثقافية، وعلى المعارف والمهارات المرتبطة بها، هو برنامج تعتمد عليه وزارة السياحة والصناعة التقليدية والنقل الجوي والاقتصاد الاجتماعي، ويهدف هذا البرنامج إلى المحافظة على هذه الفنون والمهارات عبر التوثيق والتوصيف الدقيق للمعارف والتقنيات، وتثمينها عبر عملية مندمجة للإنعاش وضمان توارثها عبر الأجيال من خلال توفير تكوين ملائم. وقد أثمر هذا البرنامج بفضل تعاون الجميع وكانت له نتائج ملموسة ومشجعة، تمثلت في وضع المنهجية الملائمة والمقاربة العلمية المناسبة للمحافظة على هذا الموروث مع الأخذ بعين الاعتبار أهمية المحافظة على البيئة والتنمية المستدامة. وإلى حدود سنة 2019، مكن هذا البرنامج من توصيف وتوثيق 32 حرفة، بين لائحة أولية تضم 42 حرفة تم تصنيفها كحرف مهددة بالانقراض، ومكن هذا البرنامج أيضاً من وضع المنظومة التكوينية الملائمة لضمان الانتقال الدائم للمهارات والمعارف المرتبطة بهذه الحرف عبر الأجيال، عبر شبكة مؤسسات التكوين في فنون الصناعة التقليدية، وباعتماد التقنيات الحديثة في مجال التعليم السمعي البصري والمعلوماتي، من خلال إحداث موقع إلكتروني موجه للتكوين في مجال  المحافظة على الحرف المهددة بالانقراض.

## دور الصناعة
يعد دور الصناعة فضاءً للإنتاج والعرض والتسويق والتكوين يوضع رهن إشارة تجمع حرفي نسوي على شكل جمعية أو تعاونية حرفية، ويتم إحداثها بالجماعات القروية التي تعرف تمركزا للنساء الحرفيات. وبفضل هذه البنيات، تتوفر الصناعات التقليدية على فضاءات تمكنهم من: التوفر على عنوان قار يمكن إدراجه في مختلف أدوات الإشهار والإنعاش التجاري والسياحي، والتوفر على فضاء ملائم للعمل الجماعي للإنتاج وتخزين وعرض المنتجات الحصول على آليات ومعدات إنتاج لاستعمالها بشكل جماعي والتي تساهم في تحسين الانتاجية وجودة المنتوج مع توفير فضاء للاشتغال يستجيب لمعايير الصحة والنظافة، والتوفر على فضاء للالتقاء والتبادل والتكوين من أجل الرفع من قدرة النساء الصانعات في مجالات تقنيات الإنتاج والتسيير والتسويق والتصميم. ولذلك، فإن دور الصناعة تساهم في إدماج النساء القرويات في التنمية السوسيو- اقتصادية والحد من الهجرة القروية وكذا تحسين ظروف عيش الأسر بالعالم القروي وبالتالي الاستقلالية المالية للنساء بالعالم القروي عن طريق تحسين انتاجيتهن ودخلهن بطريقة مستدامة وبالتالي تحسين ظروف عيش أبنائهم وأسرهم.

## حرف ومنتوجات الصناعة التقليدية في المغرب

### الملابس التقليدية
تعتبر الملابس التقليدية في المغرب حاضرة بقوة في كل المناسبات والإحتفالات، ومن بين أهم الملابس التقليدية المغربية نجد: الجلابة، القفطان، التكشيطة، الجابادور، بلغة، الفوقية، الكندورة، الملحفة.

### الخشب
يعتبر فن النقش على الخشب في المغرب من الفنون الابداعية الراقية والاصيلة التي تشتهر به العديد من المدن المغربية، حيث يستلهم خصائصه الفنية والجمالية من الفنون والحضارات القديمة جدا. ويستعمل الحرفيون في هذا المجال خشبا رفيعا من النوع الجيد يطلق عليه اسم (كاجو) يتم استيراده من عدد من البلدان منها فرنسا وإيطاليا والبرازيل وغيرها من البلدان الاسيوية الأخرى. أما الاشكال الفنية التي يتم نقشها على واجهات الطاولات والارائك وغيرها من المنتجات يتم تطعيهما بمواد عدة كالعاج والفضة والنحاس وعظام الابقار وهو ما يمنحها قيمة فنية كبرى تميزها عن غيرها من المصنوعات العادية الأخرى.
وتعتبر فنون النقش على الخشب ذات أصول إسلامية محضة حيث نجد أن أشهر المساجد الإسلامية في التاريخ زينت بابداعات الصانع التقليدي المتخصص في النقش على الخشب خاصة الأبواب والنوافذ ومحارب الصلاة والسقوف والجدران. كما أن المغاربة مازالوا حتى الآن يحافظون على مثل هذه الفنون القديمة ويتخذونها كديكورات راقية في بيوتهم إضافة إلى انتشارها في عدد من القصور والفنادق الفخمة والمطاعم.

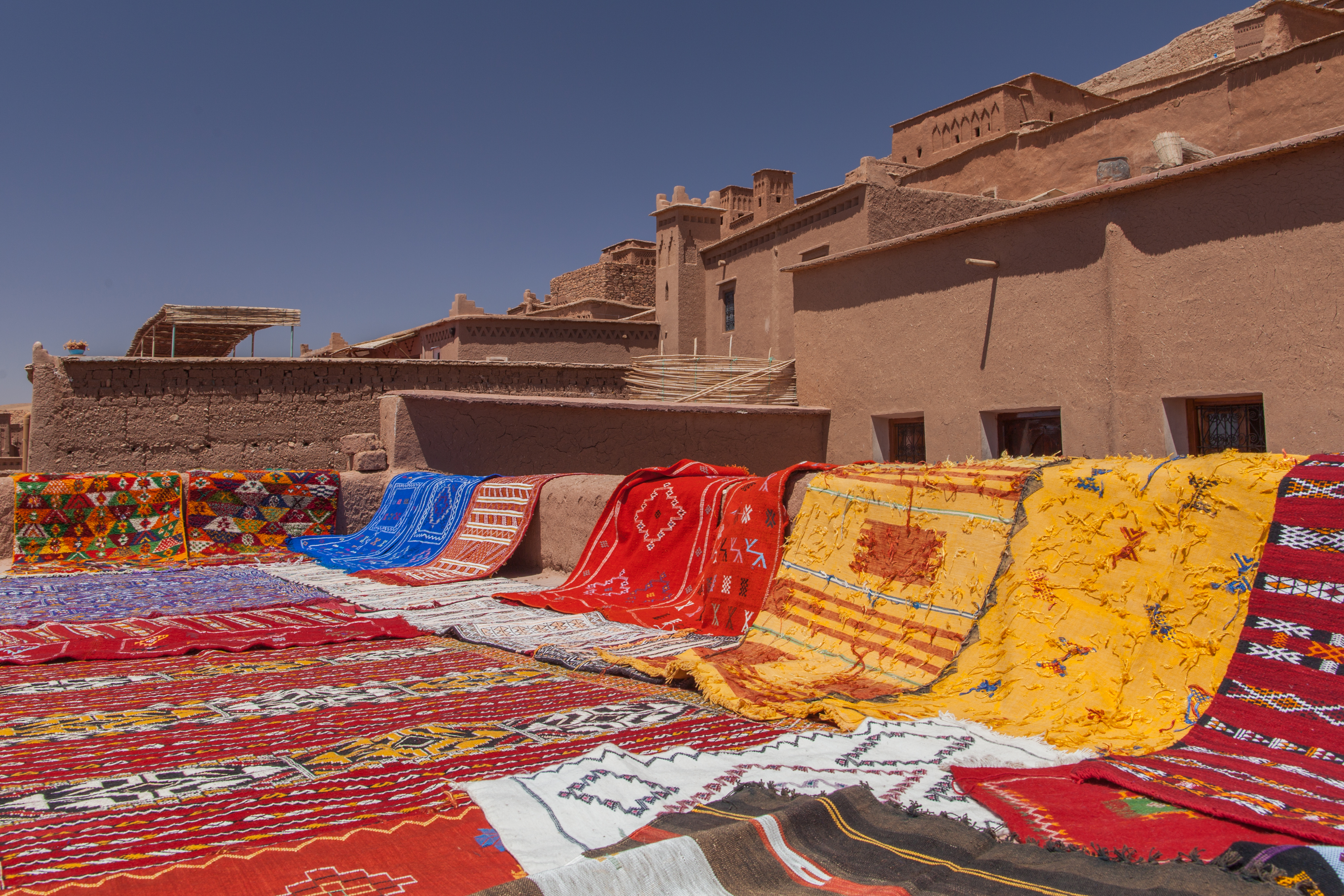
مجموعة من الزرابي التقليدية معروضة للبيع في أيت بن حدو (ورزازات)

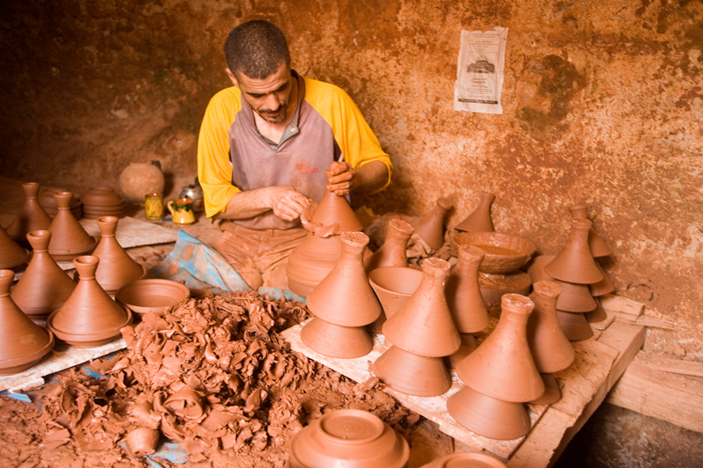
صناعة الطاجين المغربي

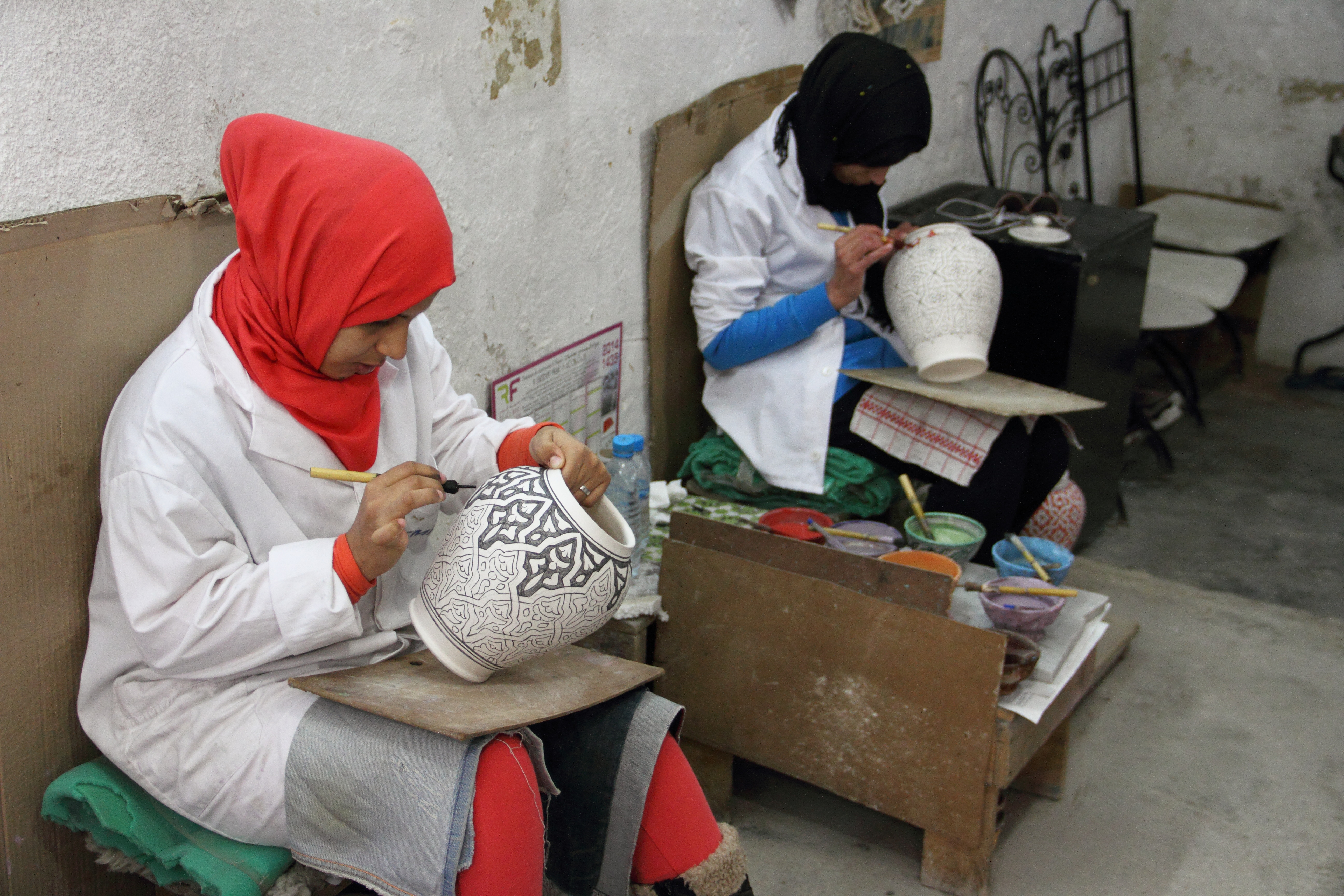
صانعات يقومون بزخرفة الأواني الفخارية في فاس

### الزرابي
تتميز الزربية المغربية بمهارة وإتقان، في الأداء ليس لهما مثيل، وهي تعبير عن التقاليد المغربية والعادات الشعبية، وهي تختلف من منطقة لأخرى، وتستعمل في المنازل التقليدية، وأيضاً في الأماكن السياحية خصوصاً في الفنادق. ومن أشهر الزرابي التي يتم إنتاجها في المغرب، نجد:
- الزربية الأمازيغية: وهي الزرابي التي تنسج في مختلف القبائل الأمازيغية وتصنع في أغلب الأحيان من الصوف الخالص. وهي مزينة بأشكال هندسية بسيطة مثل المعين والمثلث والمستطيل والمعين وكذا المربعات.
- الزربية الرباطية: تتميز بخلفيتها حمراء اللون والنجمة التي توجد في وسطها وكذا برسوم هندسية الشكل تحيط بها، وعلى جانبها محراب داخلي وتوجد أيضا في اللون الأزرق وتعد من أغلى الزرابي المغربية ثمنا، وأكثرها رقيا.
- الزربية التازناختية: تكون ممتزجة الألوان وبزخارف متنوعة تجعلها بمثابة لوحة فنية متعددة الأشكال الهندسية.
- الزربية الفاسية: من أكثر الزرابي المغربية شيوعا وتوجد بكثرة في اللون الأحمر بأشكال هندسية مختلفة ومتنوعة.

### الفخار
تعود صناعة الفخار في المغرب إلى قرون غابرة احتك فيها بحضارات مختلفة أهمها الفينيقيون والرومان، كما كشفت بعض الحفريات والمآثر المتواجدة بمدن عتيقة مثل وليلي وشالة ولوكوس، عن نماذج وأشكال عريقة من هذه الصناعات تعكس عبقرية الصانع المغربي في هذا المجال عبر مختلف الحقب والأزمنة. وينقسم الفخار المغربي إلى نوعين:
- الفخار القروي: وهي تلك الأواني الطينية المستعملة في الحياة اليومية البسيطة للقرى، كالموقد والقدر، وتتميز باحتفاظها في الغالب باللون البني الأصلي للطين، أو ببعض الزخارف والنقوش البسيطة.[7]
- الفخار الحضري: وهو الذي يساير حياة الحواضر الناعمة، ويغلب عليه الطابع الفني سواء في أواني المطبخ (الطجين والقصرية والطنجية مثلاً)، أو فيما يتعلق بتزيين المنزل (كالمزهريات والمباخر وصحون التزيين)، وأهم المدن التي اشتهرت بصناعة الفخار هي آسفي وفاس. وازدهرت هذه الحرفة في المغرب لتوفره على تربة طينية مميزة وغنية ومشهود لها عالمياً بالصلابة، كما أن الصانع المغربي متشبث باستخدام الأدوات والأساليب التقليدية للحفاظ على روح الصنعة. وتعتمد صناعة الفخار على الطين كمادة أولية أساسية، تمر بعدة مراحل شاقة وتتطلب الوقت والخبرة، فبعد تنقية الطين من الأحجار والمواد الكلسية العالقة به، يوضع في صهاريج مائية لمدة طويلة، ثم يعرض لأشعة الشمس حتى يجف وهي عملية تستغرق 24 ساعة في الفصول غير الممطرة، وبعدها يتم عجنه وتطويعه على لولب خاص يقوم الصانع بإدارته بواسطة القدمين، فيما يشكل العجين بيديه مستعيناً بالماء، وتوضع مرة ثانية تحت أشعة الشمس لتجف، وتدخل إلى أفران بدرجة حرارة عالية، ليصل الصانع إلى المرحلة الأخيرة الخاصة بالزخرفة.

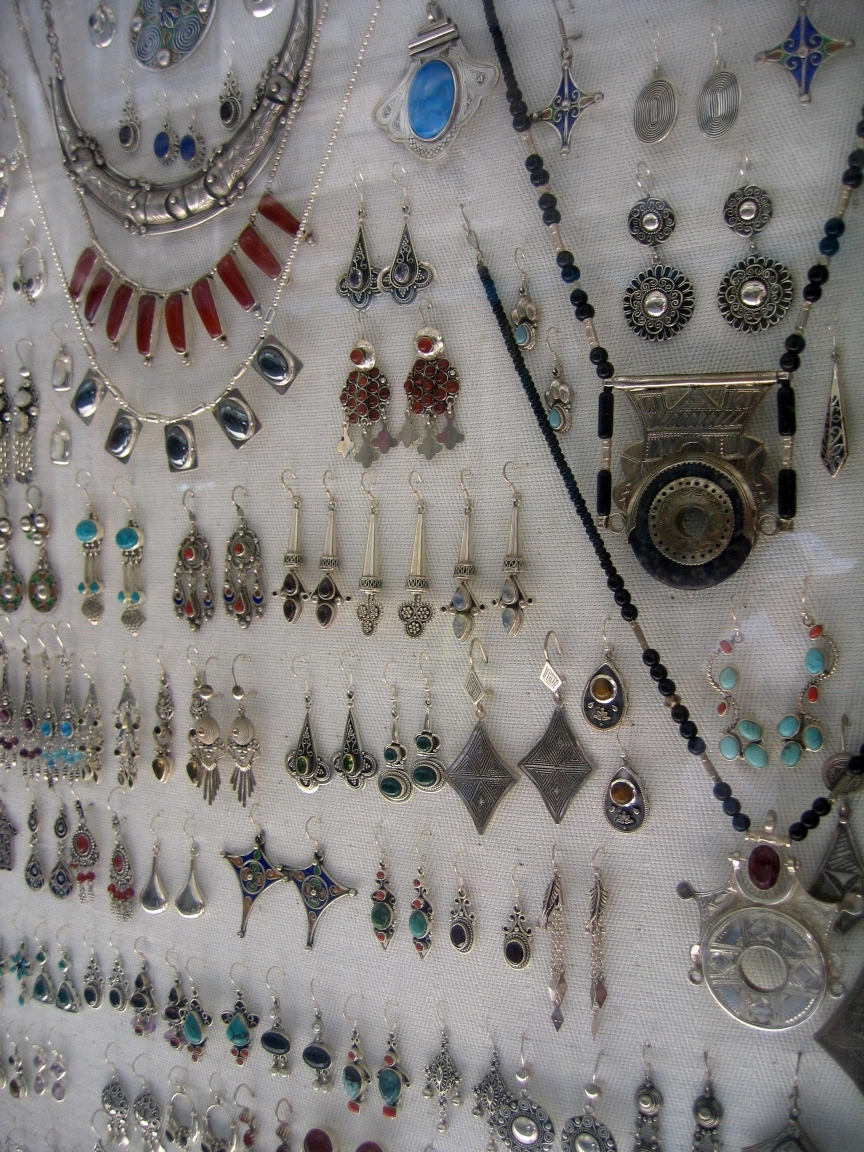
صياغة الحلي في الصويرة

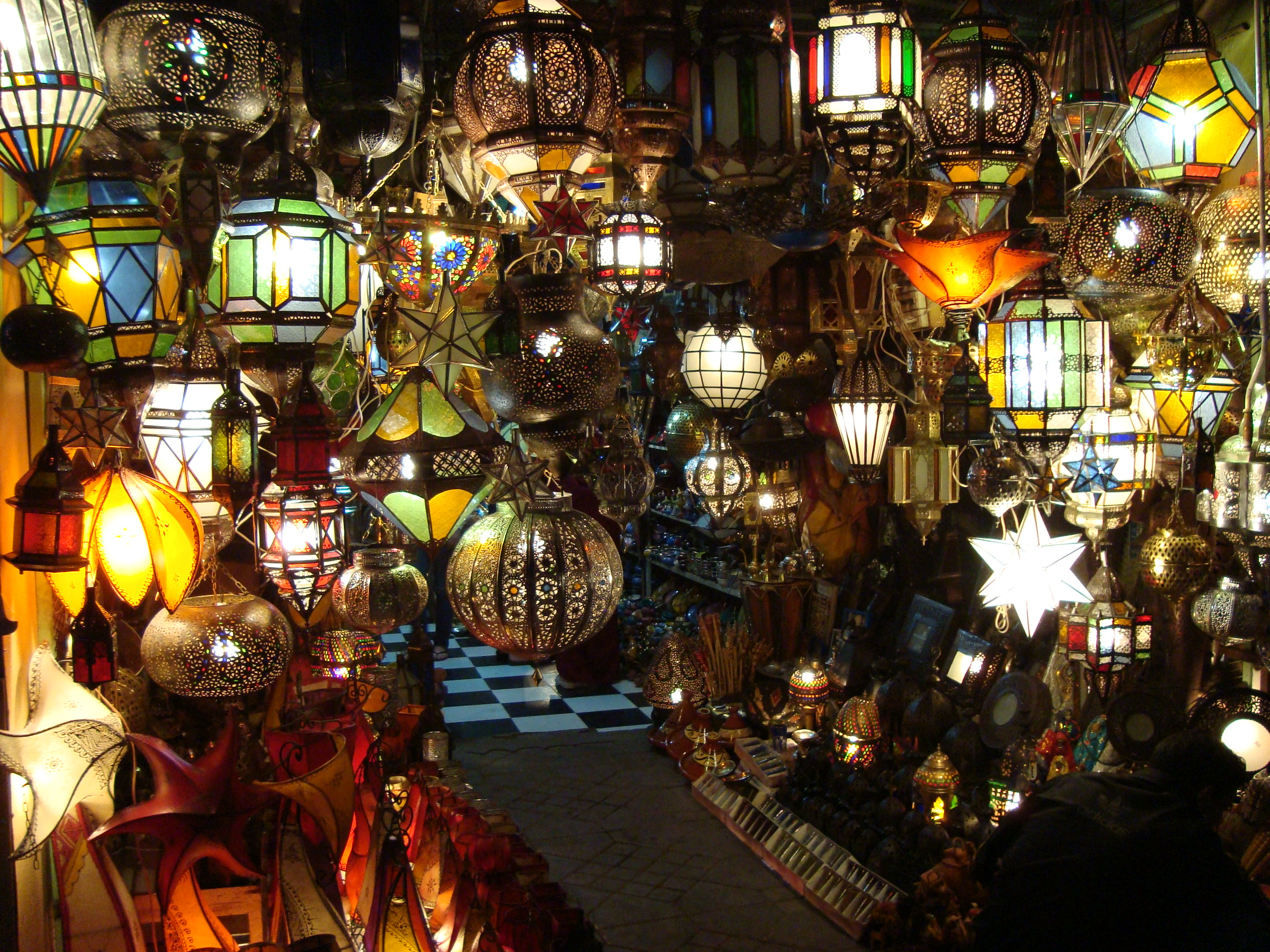
منتوجات الحديد المطروق في مراكش

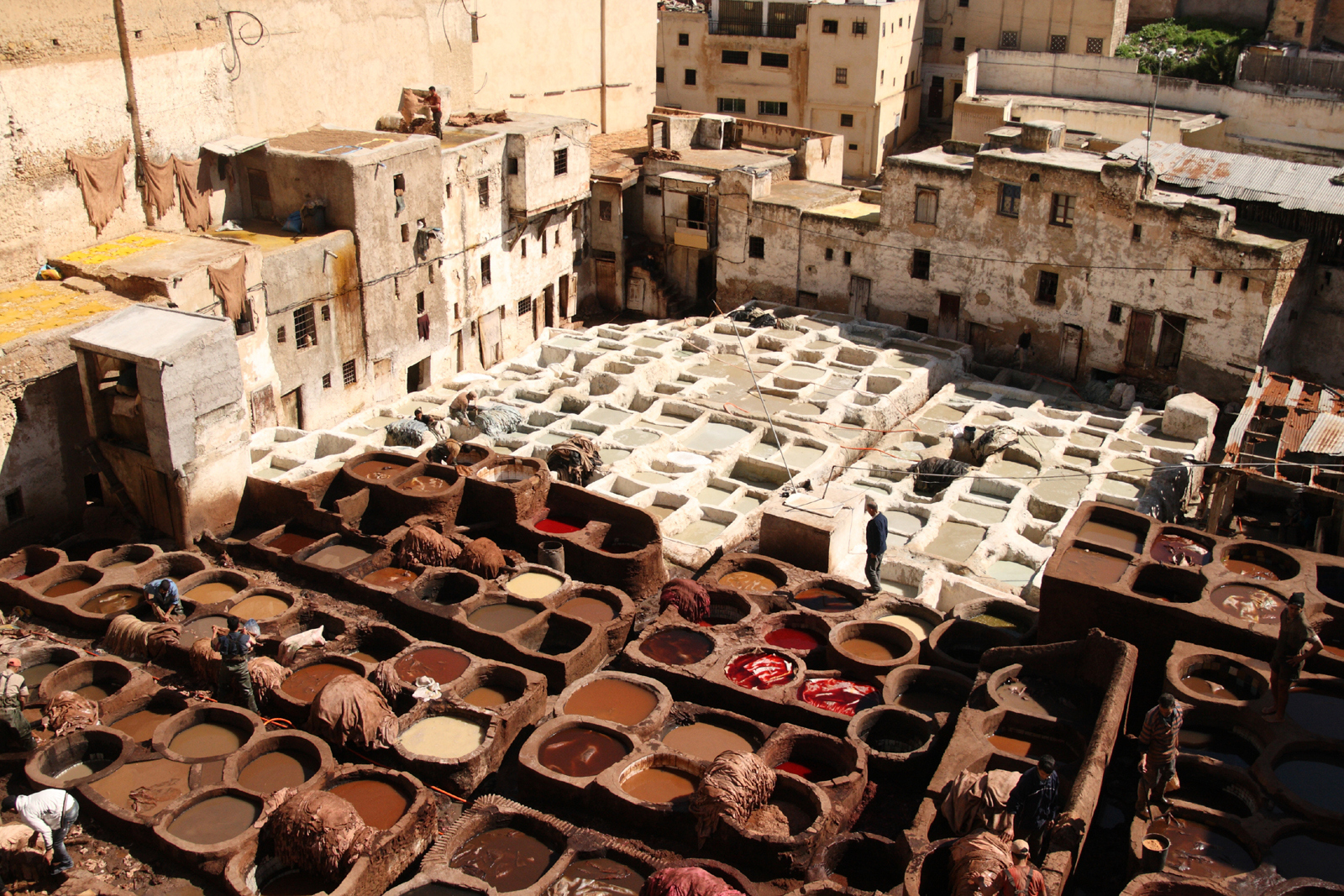
دار الدباغ لصناعة المنتوجات الجلدية في فاس

- الفخار النسوي بمنطقة الريف: تعتبر صناعة الفخار في المغرب وخاصة بمنطقة الريف ممارسة نسائية بامتياز، متوارثة من جيل إلى جيل داخل الأسر والعائلات المغربية. وتمر صناعة الفخار في هده المنطقة بعدة مراحل تتطلب الكثير من المهارات والخبرات التي أصبحت تنفرد بها الممارسات لاسيما في صناعة منتوجات مخصصة للاستعمال اليومي كأواني طهي الطعام وتقديمه وحفظه، أو أدوات تتعلق بتزيين المنازل، كالمزهريات والمباخر وغيرها. كما تحرص المرأة في البداية على اختيار الطين المناسب الذي يسمى محليا إذقِّي، حيث تسحقه، وتغربله، وتمزجه بالماء ليصبح عجينًا مرنًا، ثم تضيف إليه أفرور، وهو عبارة عن شظايا الأواني القديمة المكسورة. وتستعين المُمَارِسة بأدواتٍ متنوعة مثل الرحى الحجرية والمدقة المهراز لسحق أفرور. ولتنعيم الواجهة الخارجية للأواني، تستخدم لوحاً خشبياً صغيراً وحجراً أملساً يسمى بأزرو؛ بعد تشكيل الأواني الفخارية، يتم تجفيفها بعرضها على أشعة الشمس قبل وضعها داخل الفرن. وتقوم المرأة بتزيينها بزخارف ذات أشكال هندسية، باستعمال حجر أسود أسبو أو بعصير أوراق شجرة فضيص. ثم تقوم بحرق الفخار المزخرف داخل الفرن مرة ثانية.[8]

### المجوهرات والحلي
تصنف الحلي بالمغرب إلى حضرية وقروية ومنها ما هو خاص بالرجال وما تتزين بها النساء، ولكل نوع خصائصه التي يستمدها من وسطه المحلي والجهوي، حيث تصنع الحلي القروية من الفضة ويعتمد في تزيينها على عدة تقنيات مثل التسليك والنيلة والنقش والتخريم، أما الحلي الحضرية فتصنع من الذهب والفضة والفضة المذهبة، وتمثل في الغالب عناصر للزينة النسائية، ومنها تاج العروس، والصدرية المرصعة بالأحجار الكريمة «اللبة» والأقراط والأساور والسلاسل والخواتم والمضمات. أما الحلي الرجالية بالمغرب فتنحصر في الخواتم والسلاسل. ومن أشهر تقنيات صياغة الحلي، هي:
- تقنية السبك: من أقدم وأبسط التقنيات التي إستعملها الصاغة منذ عهد قديم، ففي حالة الإشتغال على الفضة مثلا يتم تذويب سبائك المعدن الخالص ومزجها ببقايا الحلي القديم «الشضاية» مع نسبة من معدن النحاس، وبعد ذلك يمزج هذا الخليط بقليل من الزرنيخ ويوضع في بوثقة من الطين «بوط» ثم يصهر ويصب بعد ذلك السائل المعدني في قالب يسمى «التزريق» ومن أهم الحلي المسبوكة نذكر على وجه الخصوص الآساور الثقيلة والمضلعة والمنحوتة والخلاخل والمشابك والأقراط.
- تقنية النيلة: استعملت هذه التقنية في تزيين حلي منطقة «آيت سغروشن» بالأطلس المتوسط، وتقتضي وضع طلاء أسود مستخلص من مواد نباتية أو معدنية على الحلي، يتم تسخينها حتى تلصق النيلة بالقطعة وتصقل بعد ذلك الحلية بهدف تسويتها وإبراز تمازج لون الفضة اللامع واللون الأسود.
- تقنية الطلاء: تميزت بها منطقة الأطلس الصغير خاصة تيزنيت، ورزازات، وتازناخت، حيث يتم الحصول على الطلاء بواسطة مزج ألوان مختلفة مستخلصة من لؤلؤ مسحوق يوضع على أشكال نباتية أو هندسية مرسومة بخيوط فضية يتم تسخينها حتى تذوب الألوان، بعد ذلك تصقل فتظهر براقة.
- تقنية التسليك: تعتمد أساسا على صياغة خيوط وحبيبات صغيرة ملحومة، وتختلف تقنية التسليك من منطقة إلى أخرى، فنجد التسليك المخروم الذي يميز منطقة تالوين، والصويرة، وتيزنيت، ويقتضي فتل خيوط ذات أحجام مختلفة مظفرة أو عادية. أما النوع الثاني فيسمى بالتسليك المحدد ويتم الحصول عليه بوضع خيوط على شكل حواجز فوق صفائح معدنية لتحديد موضع الطلاء، وتعتمد هذه التقنية بشكل كبير بمنطقة ورزازات وتازناخت.[9]

### النحاسيات
تعتبر صناعة النحاس من أكثر الحرف اليدوية التقليدية التي تحتاج إلى حرفيين حقيقيين متمرسين في الحرفة حتى تخرج القطعة من بين أيديهم تحفا فنية تثير الإعجاب والدهشة. وتتم عملية النقش على النحاس باليد وبآلات وأدوات تقليدية كالمطرقة والمسامير مما يضفي على كل قطعة نفحة التميز والأصالة. أما بخصوص مبيعات قطع النحاس، فتعتبر أواني الشاي المغربي بكل أشكالها وأنواعها هي الأكثر مبيعا تليها الموائد الكبيرة والمتوسطة والمغاسل والصحون والمصابيح وإطارات الصور.
وفي 25 ديسمبر 2023 منحت اليونسكو مكانة التراث غير المادي المرموقة للتقنيات القديمة لنقش المعادن باستخدام الذهب والفضة والنحاس للمغرب باعتبارها حرفة توارثها الحرفيون المغاربة على مدى قرون حيث أن أول ظهور لها كان في أواخر القرن الثاني عشر في مدينة فاس المغربية.

### الحديد المطروق
تعد مراكش أول مصدر لمنتوجات الحديد المطروق، وهي موجهة أساساً للتصدير نحو الدول العربية، خصوصاً المملكة العربية السعودية والإمارات العربية المتحدة. وخلال سنة 2018، بلغ رقم معاملات تصدير منتوجات الحديد المطروق 42.5 مليون درهم، وهو ما يمثل 5% من إجمالي قيمة صادرات الصناعة التقليدية.

### المصنوعات الجلدية
تعتبر المصنوعات الجلدية من المهن التقليدية القديمة بالمغرب، وتتميز هذه المهنة بتنوع منتجاتها من السطرمية والبزطام إلى المحافظ والحقائب وغيرها، وتشكل الصناعات الجلدية أحد أهم قطاعات الصناعة التقليدية بالمغرب، وذلك بفضل المهارة التي أبانت عنها أنامل الصناع التقليديين في الجمع بين الإبداع والتأقلم مع الاتجاهات الحالية. أما السر وراء جودة منتوجات الصناعة التقليدية فيكمن في المواد الأولية المستعملة، كما أن دباغة وتحضير الجلد بالمغرب يتسم بخبرة متأصلة، تحتاج إلى كثير من المهارة والصبر، نظرا للتقنيات المتعددة للصناعات الجلدية. ومن أشهر المدن في صناعة المنتوجات الجلدية: مراكش، فاس، وتارودانت.

### صناعة البروكار
تعتبر صناعة البروكار التقليدي من بين أعرق حرف الصناعة التقليدية بفاس، وقد انصهرت مع الثقافة والفن المغربيين بعد أن جلبها إلى المغرب صناع توافدوا عليه من الأندلس. والبروكار هو نوع من الأثواب الفخمة يغلب عليها طابع القماش المقصب الذي تتداخل فيه خيوط الحرير أو الصابرة أو القطن بخيوط الذهب والفضة، وكان يوظف لهذه الغاية ذهب من عيار 21 والفضة في القرن 18، وظل الأمر إلى هذا الحال إلى نهاية القرن 19 وبداية القرن 20، أما الآن فيستعمل ما يسمى بالخيط المذهب الذي يطلق عليه «الصقلي»، وقد كان الرجل الفاسي سباقا إلى ارتياد هذا النوع من القماش المستعمل في قفطان «الملس» عنوانا لفروسيته وانتمائه لأعيان القوم، وبعد انقراض هذا القفطان الخاص بالرجال أخذته المرأة واستعملته في الألبسة والتزيين الداخلي للمنازل والأعراس والحفلات.

### اللبادة
في المغرب، ينجز التلبيد على صوف الغنم، الذي يتم الحصول عليه إما عن طريق جز الأغنام الحية، أو عن طريق تجيير جلودها بعد ذبحها وسلخها. يتطلب تلبيد حقيبة 4 ساعات، بينما يتم إنجاز قبعة كالطربوش في ساعتين. أما فيما يخص البساط أو الزربية، فتنجز خلال عدة أيام، وذلك حسب قدها وسمكها. في مدينة مراكش يوجد سوق اللبادين، وسمي بهذا الاسم نسبة إلى حرفة اللبادة التي تمارس به، وقد كان هذا السوق يتوفر على أكثر من 60 دكان ينتج اللبد، أما في السبعينات فلم يتبقى سوى 30 دكانا تقريبا يمارسون هذا الفن، وحاليا فالحرفيون الذين يمارسون صناعة اللبد يعدون على رؤوس الأصابع في المغرب نتيجة ظهور التقنيات الصناعية الحديثة والنسيج الصناعي.

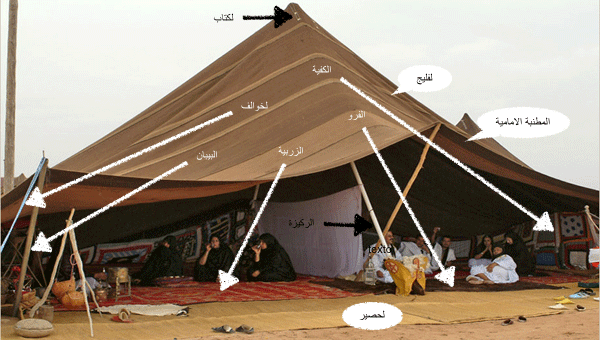
صورة توضح معظم أجزاء الخيمة التقليدية

### نسج الخيام
نسج الخيام هو إحدى الحرف اليدوية الخاصة بالمرأة الصحراوية، تعتمد في ذلك بالأساس كمادة أولية على وبر الإبل أو شعر الماعز. فتقوم بغزله فتحوله إلى خيوط قبل نسجه وتحويله إلى قطع متراصة من الوبر البني اللون تسمى«الفليج» ثم نسجها من جديد وتجميعها على شكل فراش كبير مربع الشكل يشكل بعد ذلك الخيمة. وقد ورد في القرآن الكريم وصف مساكن البدو وأثاثهم وأمتعتهم: ﴿وَاللَّهُ جَعَلَ لَكُمْ مِنْ بُيُوتِكُمْ سَكَنًا وَجَعَلَ لَكُمْ مِنْ جُلُودِ الْأَنْعَامِ بُيُوتًا تَسْتَخِفُّونَهَا يَوْمَ ظَعْنِكُمْ وَيَوْمَ إِقَامَتِكُمْ وَمِنْ أَصْوَافِهَا وَأَوْبَارِهَا وَأَشْعَارِهَا أَثَاثًا وَمَتَاعًا إِلَى حِينٍ ۝٨٠﴾. (سورة النحل، الآية 80).

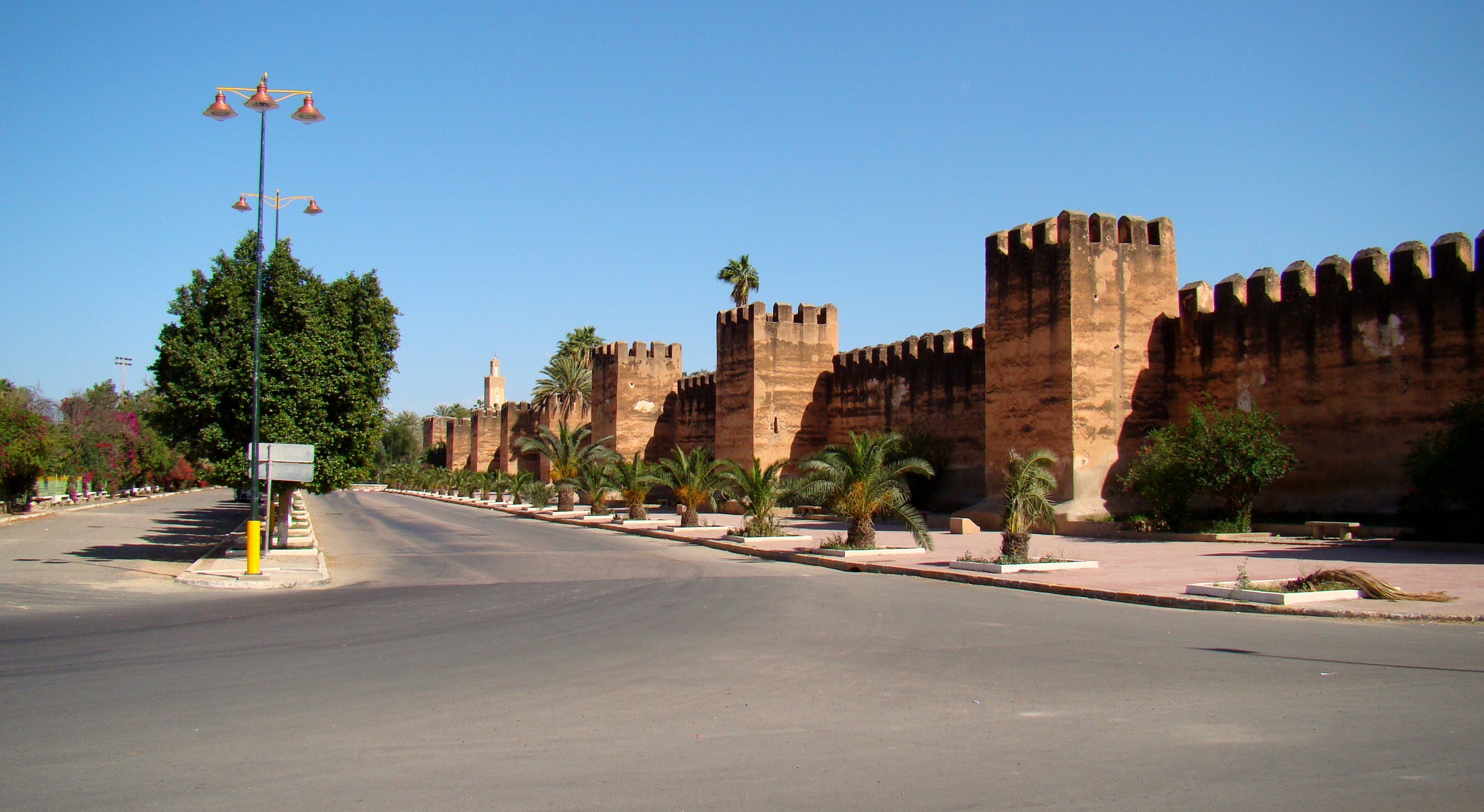
سور تارودانت مبني بالتراب المدكوك المخلوط بالجير وهو ما يعطي للسور صلابته

### التراب المدكوك
عرف المعمار المغربي تقنية التراب المدكوك منذ العهد الفنيقي الذي يعود إلى آلاف السنين، ورغم ما يبدو من بدائية على هذه التقنية فإنها مع ذلك تعتبر جد متطورة بالمغرب، بحيث ساهمت في إنجاز عدة بناءات سواء منها الأسوار أو المنازل أو المخازن الجماعية أو القصور وذلك باستعمال تربة طينية خزفية دونما حاجة إلى دعم أو أي خليط من التبن أو الحشاءات، بمعنى أنه يتم وضع طبقات على بعضها البعض من التراب المُهيأ قبليا داخل هيكل خشبي، وعن طريق دكها، تتماسك الطبقات فيما بينها وتتقوى وتشكل كتلة متراصة ومنسجمة. وتحتفظ سائر عواصم المغرب التقليدية على آثار للأسوار والمعالم المصنوعة من التراب المدكوك وبخاصة في الأبراج والحصون الدفاعية. وابتداء من القرن 19 فإن العائلات الكبرى والنافذة وكذلك الشخصيات الرسمية المنتدبة من قبل السلطة السياسية للتمثيل المحلي للمخزن، بدأت في بناء القصبات، وهو نوع من البناء الذي ميز هذه المناطق العميقة وخاصة على مستوى التزيين والتنميق. ثم جاء العصر الذي بدأ يُستعمل فيه الاسمنت، وغابت تقنية التراب المدكوك لعشرات السنين باسم الحداثة وتشبتا بالتقنيات والإدارات التي أصبحت تعتبره جديدة. واليوم، فإن العودة إلى النمط العتيق أصبحت محسومة لأنه إذا كان التراب يساوي شيئا فإنه بالمقابل لاشيء يساوي التراب من أجل البناء، وبالعودة إلى الأصول التي تفرضها النماذج القروية، فإن التراث الذي تجسده مادة التراب المدكوك عاد بدوره ليستأثر بالأذواق ويفرض نفسه كمنتوج وكتعبير عن ثقافة جماعية.

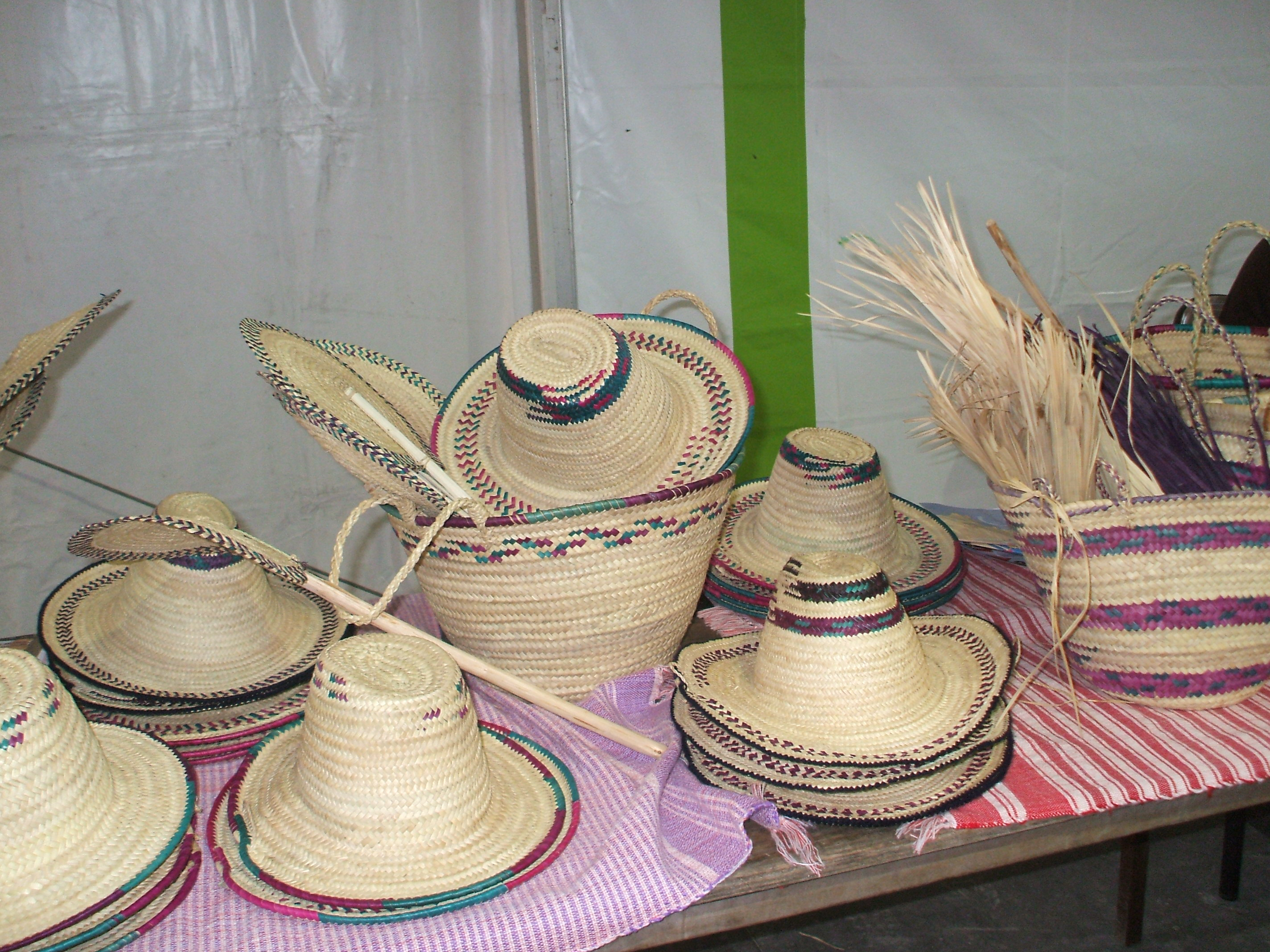
المصنوعات النباتية

### المصنوعات النباتية
تعتبر صناعة الحصير تخصصا نسائيا محض بالمناطق الصحراوية المغربية، وهي عمل حرفي أفقي، تصنع من خليط من الجلد ومواد نباتية رائعة. فهو نسيج من جريد النخل مزين بطرز هندسي بجدائل الجلد الملون. أما بالنسبة للسلسلة فيتم استعمال أضلع أوراق النخيل أو سيقان الأعشاب. وتختلف المقاسات بحيث تصل أكبرها إلى ستة أمتار طولا و 2.5 مترا عرضا. وتختلف أثمنة الحصائر حسب مساحة الجلد الملون ودقة العمل.
ومن الحرف المتفرعة عن قطاع المصنوعات النباتية: صانع منتجات من الرتان، صانع منتجات من السوخر (أوزيي)، صانع منتجات نفعية للتزيين من الورق، قصاب الدوم أو سعف النخيل، صانع منتجات من الرافي، صانع الحبال، صانع الشباك، صانع القنب، صانع المنتجات من الفلين، صانع التارازى، برادعي، حصار.

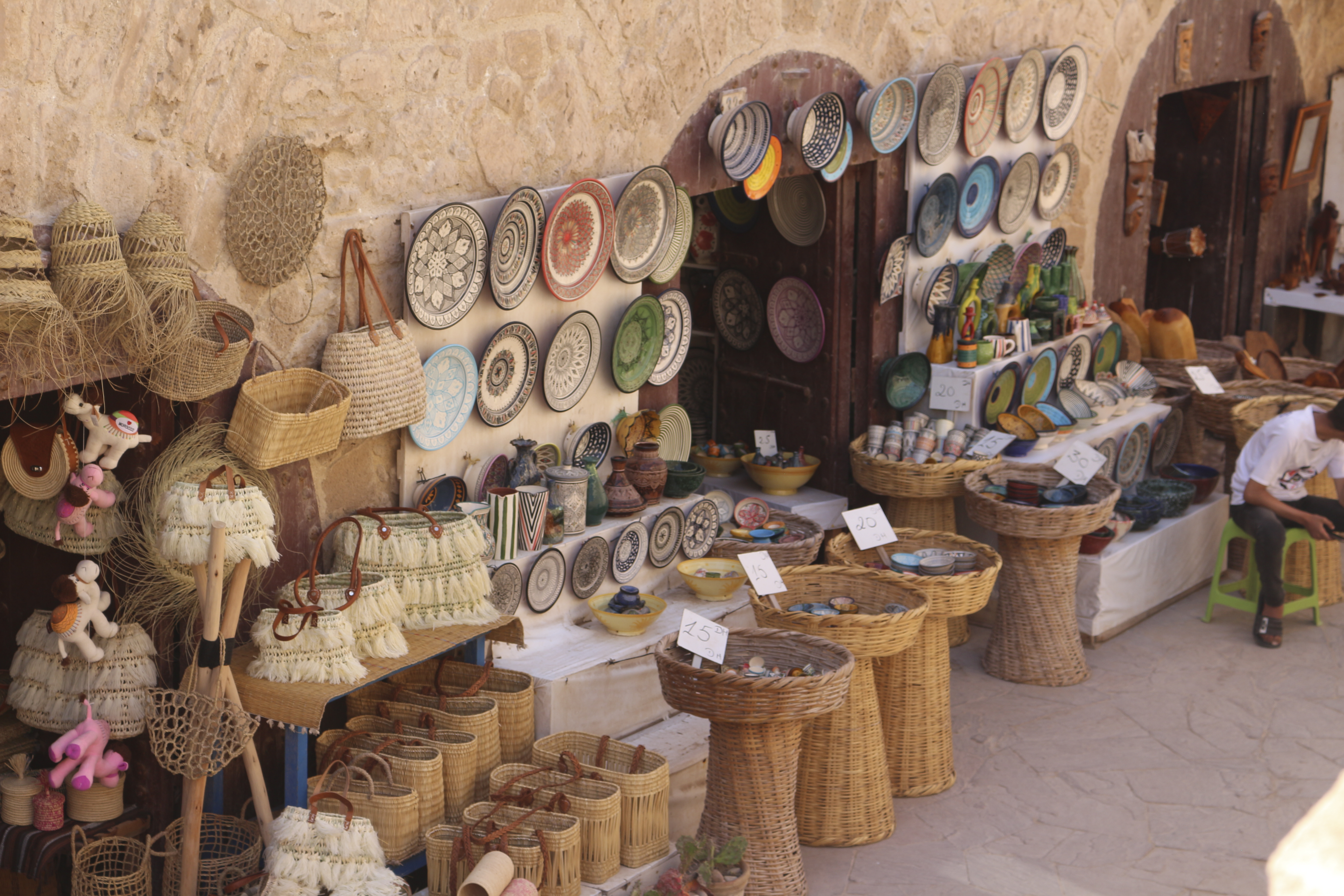
منتجات الصناعة التقليدية بالصويرة

## النقش على الجبس
يقول محمد بيرم التونسي خلال حديثه عن المغرب: إن صناعة النقش في الجبس على ظواهر الحيطان المسماة في العرف ب "نقش حديدة" لها إتقان عظيم بالمملكة المغربية. وقد اندثرت هذه الصناعة من تونس، فأحياها الوزير خير الدين، وتم ذلك بتعليق عارف مغربي تلقاها عنه تونسيون حتى أجادوا عملها.
ثم كانت المصنوعات الوطنية أهم ما شارك به المغرب في عدة معارض دولية بفرنسا، انطلاقا من معرض باريس الثاني سنة 1285ه/1867م، فكان بالرواق المغربي كل غريب مما اختص به المغرب: سروج مذهبة، ومناطق مزخرفة، وقطائف منمقة، وغير ذلك من الأعلى إلى الأدنى، حتى الزليج الفاسي، والمعلمين الذين يباشرون ترصيعه في محله.
إن المصنوعات المنوه بها في هذه العروض، يزدوج فيها الفن مع الاقتصاد الصناعي. يقول محمد بيرم التونسي: "...ولهم -المغاربة- اليد الطولى في التجارة، بحيث إن التجارة داخل المملكة- غير المراسي التي على البحر- هي بيد الأهالي، ويرسلون منهم إلى أقاصي الممالك لمعاطاة الأشغال التجارية ووصلها بمملكتهم، حتى لا تكاد تجد مدينة شهيرة للتجارة- في إحدى قارات أوروبا وآسيا وإفريقيا- إلا وفيها من تجارهم من له مزيد الرواج والثورة، ولهم براعة في إدارة التجارة يناكبون لها الأوروباويين".

## التكوين المهني في فنون الصناعة التقليدية
يتم تلقين التكوين المهني النظامي عبر شبكة تضم 35 مؤسسة للتكوين، توفر طاقة استيعابية تصل 4030 مقعدا بيداغوجيا، موزعة على 4 مستويات للتكوين: التقني المتخصص، التقني، التأهيل، والتخصص:
| قائمة المعاهد المتخصصة في فنون الصناعة التقليدية:                      |                                                          |                                                            |                                                 |                                      |
| المعهد                                                                 | تخصص                                                     | تأهيل                                                      | تقني                                            | تقني متخصص                           |
| المعهد المتخصص في فنون الصناعة التقليدية حي مولاي رشيد الدار البيضاء   | النجارة المصنوعات الجلدية الطراز والخياطة الصياغة الفخار | الفصالة والخياطة الحدادة الصياغة الفراشة الخياطة التقليدية | _                                               | تقني متخصص في الصياغة                |
| المعهد المتخصص في فنون الصناعة التقليدية عين السبع الدار البيضاء       | النجارة المصنوعات الجلدية الصياغة الفخار                 | الفصالة والخياطة الحدادة الصياغة الفراشة الفخار والخزف     | الخزف                                           | تقني متخصص في الصياغة                |
| المعهد المتخصص في فنون الصناعة التقليدية الرباط                        | النجارة                                                  | نجارة الخشب الفخار والخزف الفصالة والخياطة الفراشة         | الخزف                                           | _                                    |
| المعهد المتخصص في فنون الصناعة التقليدية سلا                           | النجارة                                                  | الفصالة والخياطة الحدادة الفراشة                           | الفراشة                                         | مسير وحدة إنتاج في النجارة الفنية    |
| المعهد المتخصص في فنون الصناعة التقليدية تيفلت                         | _                                                        | نجارة الخشب الحدادة الخياطة التقليدية الفصالة والخياطة     | _                                               | _                                    |
| المعهد المتخصص في فنون الصناعة التقليدية فاس                           | _                                                        | _                                                          | الأحذية النجارة الفنية الخزف                    | تقني متخصص في النسيج                 |
| المعهد المتخصص في فنون الصناعة التقليدية مكناس                         | _                                                        | الحدادة نجارة الخشب الفخار والخزف                          | الحدادة الفنية النجارة الفنية الخزف             | مسير وحدة إنتاج في النجارة الفنية    |
| المعهد المتخصص في فنون الصناعة التقليدية تطوان                         | الطرز والخياطة النجارة                                   | الفصالة والخياطة نجارة الخشب                               | _                                               | مسير وحدة إنتاج في الحدادة الفنية    |
| المعهد المتخصص في فنون الصناعة التقليدية إنزكان                        | _                                                        | الفصالة والخياطة نجارة الخشب الحدادة الفراشة               | النجارة الفنية الحدادة الفنية الفراشة           | تقني متخصص في الصياغة                |
| المعهد المتخصص في فنون الصناعة التقليدية ورزازات                       | _                                                        | الفصالة والخياطة نجارة الخشب الحدادة                       | النجارة الفنية الحدادة الفنية                   | مسير وحدة إنتاج في النجارة الفنية    |
| المعهد المتخصص في فنون الصناعة التقليدية مراكش                         | _                                                        | _                                                          | النجارة الفنية الحدادة الفنية المصنوعات الجلدية | مسير وحدة إنتاج في المصنوعات الجلدية |
| المعهد المتخصص في فنون الصناعة التقليدية بن جرير                       | _                                                        | الفصالة والخياطة نجارة الخشب الحدادة                       | _                                               | مسير وحدة إنتاج في النجارة الفنية    |
|                                                                        |                                                          |                                                            |                                                 |                                      |
| قائمة مراكز التأهيل المهني في فنون الصناعة التقليدية:                  |                                                          |                                                            |                                                 |                                      |
| مركز التأهيل                                                           | تخصص                                                     | تأهيل                                                      | تقني                                            | تقني متخصص                           |
| مركز التأهيل المهني في فنون الصناعة التقليدية أكادير                   | المصنوعات الجلدية الطرز والخياطة                         | الفصالة والخياطة                                           | _                                               | _                                    |
| مركز التأهيل المهني في فنون الصناعة التقليدية تارودانت                 | _                                                        | الفصالة والخياطة الفراشة                                   | _                                               | _                                    |
| مركز التأهيل المهني في فنون الصناعة التقليدية تيزنيت                   | الصياغة الطرز والخياطة                                   | الفصالة والخياطة الصياغة                                   | _                                               | _                                    |
| مركز التأهيل المهني في فنون الصناعة التقليدية آسا                      | _                                                        | الفصالة والخياطة                                           | _                                               | _                                    |
| مركز التأهيل المهني في فنون الصناعة التقليدية السمارة                  | _                                                        | الفصالة والخياطة                                           | _                                               | _                                    |
| مركز التأهيل المهني في فنون الصناعة التقليدية أيت فاسكا مراكش          | الطرز والخياطة                                           | الحدادة                                                    | _                                               | _                                    |
| مركز التأهيل المهني في فنون الصناعة التقليدية الصويرة                  | الطرز والخياطة                                           | _                                                          | _                                               | _                                    |
| مركز التأهيل المهني في فنون الصناعة التقليدية آسفي                     | _                                                        | الفخار والخزف الفصالة والخياطة                             | _                                               | _                                    |
| مركز التأهيل المهني في فنون الصناعة التقليدية بني ملال                 | _                                                        | الفصالة والخياطة نجارة الخشب الحدادة                       | _                                               | _                                    |
| مركز التأهيل المهني في فنون الصناعة التقليدية خنيفرة                   | الطرز والخياطة                                           | الفصالة والخياطة                                           | _                                               | _                                    |
| مركز التأهيل المهني في فنون الصناعة التقليدية خريبكة                   | الطرز والخياطة                                           | الفصالة والخياطة الحدادة                                   | _                                               | _                                    |
| مركز التأهيل المهني في فنون الصناعة التقليدية وادي زم                  | الطرز والخياطة                                           | الفصالة والخياطة الحدادة                                   | _                                               | _                                    |
| مركز التأهيل المهني في فنون الصناعة التقليدية أبي الجعد                | الطرز والخياطة                                           | الفصالة والخياطة                                           | _                                               | _                                    |
| مركز التأهيل المهني في فنون الصناعة التقليدية درب النجمة الدار البيضاء | الطرز والخياطة                                           | الفصالة والخياطة الخياطة التقليدية                         | _                                               | _                                    |
| مركز التأهيل المهني في فنون الصناعة التقليدية المحمدية                 | المصنوعات الجلدية نقش وصباغة الخشب نقش وصباغة الجبس      | الفصالة والخياطة                                           | _                                               | _                                    |
| مركز التأهيل المهني في فنون الصناعة التقليدية سطات                     | _                                                        | الفصالة والخياطة الفراشة                                   | _                                               | _                                    |
| مركز التأهيل المهني في فنون الصناعة التقليدية طريق المرسى الرباط       | الخرازة المصنوعات الجلدية                                | صناعة الأحذية                                              | _                                               | _                                    |
| مركز التأهيل المهني في فنون الصناعة التقليدية صفرو                     | النسيج التقليدي                                          | النسيج التقليدي                                            | _                                               | _                                    |
| مركز التأهيل المهني في فنون الصناعة التقليدية مكناس                    | الطرز والخياطة النجارة                                   | الفصالة والخياطة الفراشة                                   | _                                               | _                                    |
| مركز التأهيل المهني في فنون الصناعة التقليدية وجدة                     | _                                                        | الفصالة والخياطة الحدادة نجارة الخشب                       | _                                               | _                                    |
| مركز التأهيل المهني في فنون الصناعة التقليدية بركان                    | _                                                        | الخياطة التقليدية نجارة الخشب الحدادة                      | _                                               | _                                    |
| مركز التأهيل المهني في فنون الصناعة التقليدية تاوريرت                  | الطرز والخياطة النجارة                                   | الفصالة والخياطة نجارة الخشب الحدادة                       | _                                               | _                                    |
| مركز التأهيل المهني في فنون الصناعة التقليدية الناظور                  | نقش وصباغة الخشب                                         | الفصالة والخياطة الفراشة                                   | _                                               | _                                    |

### شروط الولوج حسب مستويات التكوين
| التقني المتخصص                                                                                     | التقني                                                                               | التأهيل                                                                            | التخصص                                                                                |
| -------------------------------------------------------------------------------------------------- | ------------------------------------------------------------------------------------ | ---------------------------------------------------------------------------------- | ------------------------------------------------------------------------------------- |
| السن ما بين 15 و 30 سنة                                                                            | السن لا يتعدى 30 سنة                                                                 | السن لا يتعدى 30 سنة                                                               | السن ما بين 15 و 30 سنة                                                               |
| التوفر على شهادة الباكالوريا أو ما يعادلها                                                         | التوفر على مستوى دراسي أدناه السنة الختامية بكاملها من سلك الباكالوريا أو ما يعادلها | التوفر على مستوى دراسي أدناه السنة الثالثة من السلك الإعدادي بكاملها أو ما يعادلها | التوفر على مستوى دراسي أدناه السنة السادسة من التعليم الابتدائي بكاملها أو ما يعادلها |
| الولوج لجميع مستويات التكوين تتم إما عبر إجتياز مباراة الولوج أوعبر التوجيه المهني أو نظام الممرات |                                                                                      |                                                                                    |                                                                                       |

## نمو صادرات الصناعة التقليدية
كشفت بيانات حديثة عن تسجيل "وتيرة نمو إيجابية لصادرات الصناعات التقليدية المغربية خلال الأشهر العشرة الأولى من سنة 2024، مقارنة بنفس الفترة من عام 2023".
ووفقًا للمعطيات التي قدمها كاتب الدولة لدى وزيرة السياحة والصناعة التقليدية والاقتصاد الاجتماعي والتضامني المكلف بالاقتصاد الاجتماعي والتضامني، فإن "صادرات قطاع الصناعة التقليدية حققت نموًا بنسبة 4% خلال الفترة المذكورة، مقارنة بالفترة ذاتها من عام 2023، بقيمة تجاوزت 922 مليون درهم".
وبحسب نفس الأرقام، فقد سجلت الصادرات المغربية أداءً جيدًا في شهر أكتوبر من السنة الحالية، حيث حققت نسبة نمو بلغت 20% مقارنة بشهر أكتوبر 2023، وكان الفخار-الحجر على رأس المنتجات الأكثر طلبًا في الأسواق الخارجية بين يناير وأكتوبر من نفس السنة. وأوضح المصدر ذاته أن "هذه المنتجات شهدت طلبًا قويًا من الخارج، حيث ارتفعت صادراتها بنسبة 17% مقارنة بالفترة نفسها من عام 2023، محققةً بذلك حصة قدرها 36% من إجمالي صادرات القطاع".
وفي نفس السياق، فان "الزرابي حافظت على مكانتها في المرتبة الثانية، بحصة بلغت 20% على الرغم من تراجعها بنسبة 7%، في حين تقاسمت الملابس التقليدية والمنتجات النباتية المركز الثالث بحصة بلغت 10% لكل منهما".
من جانب آخر، أكدت البيانات نفسها أن "الولايات المتحدة الأمريكية أصبحت سوقًا رئيسيًا للمنتجات التقليدية المغربية، حيث تمكنت البلاد من رفع حصتها في صادرات الصناعة التقليدية المغربية إلى 44%، متجاوزة السوق الأوروبية التي كانت تهيمن عليها لمدة عشر سنوات".
أما السوق الفرنسية، فقد حافظت على مكانتها في المرتبة الثانية بحصة قدرها 15%، رغم التراجع الذي سجلته بنسبة 17% مقارنة بالفترة نفسها من عام 2023، وفقًا للأرقام التي شاركها المسؤول الحكومي عبر منصات التواصل الاجتماعي بشكل مقتضب.

## أنظر أيضا
صناعة الخزف المغربي
الزربية المغربية

## وصلات خارجية
- الموقع الرسمي لوزارة السياحة والصناعة التقليدية والنقل الجوي والاقتصاد الاجتماعي
- الموقع الرسمي لغرفة الصناعة التقليدية لجهة فاس مكناس
- الموقع الرسمي لفدرالية مقاولات الصناعة التقليدية